# Bob Hoogenboom
Bouke (Bob) Hoogenboom (Amsterdam, 6 mei 1949) is een Nederlandse oud-voetballer. Hij was een doelman die in de jaren zeventig en tachtig succesvol was bij KSC Lokeren. Hij speelde 449 competitiewedstrijden voor de Oost-Vlaamse club en is daarmee recordhouder.

## Carrière
Bob Hoogenboom begon met voetballen bij de Amsterdamse amateurclub De Spartaan. In 1967 stapte de jonge doelman over naar de jeugdopleiding van Ajax. Begin jaren zeventig maakte hij deel uit de A-kern van Ajax, op dat ogenblik een topclub in Europa. Maar veel speelkansen leverde hem dat niet op. Als doelman stond hij immers in de schaduw van Heinz Stuy en had ook Sies Wever nog voor zich. In 1973 werd hij voor een jaar uitgeleend aan zijn ex-club De Spartaan. Hij kwam ook uit voor het Nederlands amateurvoetbalelftal.
In 1974 verhuisde de 25-jarige doelman naar KSC Lokeren, dat in België net naar de hoogste afdeling was gepromoveerd. Lokeren betaalde aan Ajax zo'n 3.000 gulden (€1.300) voor zijn transfer. Hoogenboom werd onder coach Ladislav Novák meteen een vaste waarde, en zou dat blijven tot het seizoen 1987/88. Hoogenboom maakte alle successen van de Waaslanders in de jaren 70 en 80 mee en had een belangrijk aandeel in de sportieve opmars van de club. In 1981 werd Lokeren vicekampioen en verloor het de bekerfinale. Hoogenboom nam met Lokeren ook vijf keer deel aan de UEFA Cup. In het seizoen 1980/81 bereikten de Waaslanders de kwartfinale, waarin ze werden uitgeschakeld door AZ '67. Hoogenboom stond bekend als een erg flamboyante doelman met radde tong maar tevens als een uitstekende lijnkeeper.
In 1988 zette Hoogenboom, die in de buurt van het Daknamstadion ook een café uitbaatte, een stap terug. Hij voetbalde nadien nog een seizoen voor RC Heirnis Gent in de vierde klasse. Na zijn carrière baatte hij ook een dancing uit in Lokeren.